# 卡迈勒·阿德万
卡迈勒·阿德万（1935年 – 1973年4月10日）是巴勒斯坦地區政治人物，也是巴勒斯坦解放組織的高級领导人之一。他在青春之泉行動期间身亡。 

## 生平
卡迈勒·阿德万生于巴勒斯坦託管地，他的故鄉在1948年阿拉伯-以色列戰爭期间被以色列军队占领後， 他來到加沙地帶定居。
20世纪50年代初，他一度成為一名教师，之后前往埃及继续學習，後來又成为一名石油工程师。 

## 巴勒斯坦民族主義運動
1952年起，卡迈勒·阿德万投身巴勒斯坦民族主義運動  。
他先後來到沙特阿拉伯以及卡塔尔，他在卡塔他遇到了包括亚西尔·阿拉法特在内的法塔赫创始人。隨後他開始在巴解組織擔任高級職務。 

## 死亡
以色列方面指控卡迈勒·阿德万参与了黑色九月组织。在获得以色列总理果尔达·梅厄的批准后，摩萨德开始策劃上帝之怒行動。  最終卡迈勒·阿德万在青春之泉行動中身亡。